# SC Vila Real
Der Sport Clube Vila Real ist ein portugiesischer Fußballverein aus Vila Real.

## Geschichte
Der SC Vila Real gründete sich 1920 und gehörte bei der Einführung der zweitklassigen, seinerzeit in verschiedenen regionalen Staffeln ausgetragenen Segunda Divisão 1934 zu den Gründungsmitgliedern. 1944 erreichte die Mannschaft bei den Aufstiegsspielen zur Primeira Divisão das Endspiel, verpasste dort aber aufgrund einer 2:3-Niederlage gegen GD Estoril Praia den Erstligaaufstieg. 1953 stieg sie erstmals in die Terceira Divisão ab, schaffte aber den direkten Wiederaufstieg und schwankte später zwischen den beiden Spielklassen. 1994 musste der Klub erstmals viertklassig antreten und rutschte später in den regionalen Ligabereich ab.
2014 kehrte der SC Vila Real in das ein Jahr zuvor neu gegründete Campeonato de Portugal als dritthöchste Spielklasse zurück und verpasste nach zwei Spielzeiten in der Relegation gegen den Arões SC nach einem 2:1-Heimsieg aufgrund einer 1:3-Auswärtsniederlage den Klassenerhalt. 2019 gelang die Rückkehr, der Abbruch aufgrund der Auswirkungen der COVID-19-Pandemie in Portugal verhinderte einen aufgrund der Platzierung als Tabellenvorletzter bei Einstellung des Spielbetriebs möglichen Abstieg. Am Ende der folgenden Spielzeit verpasste der Klub die Qualifikation für die neu eingeführte Liga 3, damit wurde die Mannschaft mit dem Verbleib in der Campeonato de Portugal in die Viertklassigkeit zurückgestuft. Anschließend stieg der Klub in den regionalen Ligabetrieb ab, schaffte aber den direkten Wiederaufstieg.